# Dytiscus clavicornis
Dytiscus clavicornis là một loài bọ cánh cứng trong họ Bọ nước. Loài này được De Geer miêu tả khoa học năm 1774.